# Syzeuctus ruberrimus
Syzeuctus ruberrimus är en stekelart som beskrevs av Pierre L. G. Benoit 1959. Syzeuctus ruberrimus ingår i släktet Syzeuctus och familjen brokparasitsteklar. Utöver nominatformen finns också underarten S. r. mossambicanus.